# Sphecodes pseudofasciatus
Sphecodes pseudofasciatus är en biart som beskrevs av Blüthgen 1925. Sphecodes pseudofasciatus ingår i släktet blodbin, och familjen vägbin. Inga underarter finns listade i Catalogue of Life.